# Bitwa nad Niemnem (VII 1920)
Bitwa nad Niemnem – bitwa obronna 1 Armii gen. Gustawa Zygadłowicza z sowieckimi 3. i 15. Armią oraz III Korpusem Kawalerii Gaja w czasie lipcowej ofensywy Frontu Zachodniego Michaiła Tuchaczewskiego w okresie wojny polsko-bolszewickiej.

## Położenie wojsk przed bitwą

### Wojsko Polskie
W pierwszej dekadzie lipca przełamany został front polski nad Autą, a wojska Frontu Północno-Wschodniego gen. Stanisława Szeptyckiego cofały się pod naporem ofensywy Michaiła Tuchaczewskiego.
Naczelne Dowództwo nakazało powstrzymanie wojsk sowieckiego Frontu Zachodniego na linii dawnych okopów niemieckich z okresu I wojny światowej.
Sytuacja operacyjna, a szczególnie upadek Wilna i obejście pozycji polskich od północy, wymusiła jednak dalszy odwrót.
Gen. Szeptycki wydał rozkaz dalszego odwrotu. 1 Armia gen. Zygadłowicza cofała się nad Niemen, a 4 Armia nad Szczarę.
Dyrektywa Naczelnego Wodza z 18 lipca ujmowała: Przy zgrupowaniu na linii Niemna i Szczary należy wziąć pod uwagę, że lewe skrzydło musi być najsilniejsze, że musimy Linię Niemna i Grodno koniecznie utrzymać. Utrata linii Niemna odkryłaby najkrótszy kierunek Warszawy i uniemożliwiłaby utrzymanie linii Narwi. Odepchnięcie naszych linii na Polesiu lub na Szczarze mniej szkodliwe.
Na linii rzek Niemen i Szczara zamierzano powstrzymać marsz nieprzyjaciela, skoncentrować nad Bugiem zgrupowanie wojsk i uderzyć na lewe skrzydło frontu Tuchaczewskiego.
1 Armia otrzymała rozkaz obrony Niemna na północ od ujścia Szczary, z przedmościem pod Grodnem, gdzie zbierały się słabe oddziały Grupy gen. Mokrzeckiego. Dla osłony tych działań od wschodu, 1 DL-B i 17 DP otrzymały zadanie uderzyć w kierunku Szczuczyna i związać tam walką przeciwnika do 21 lipca, po czym wrócić na swoje odcinki obrony na południowym brzegu Niemna.
Skład 1 Armii
- 1 Dywizja Litewsko-Białoruska
- 8 Dywizja Piechoty
- 10 Dywizja Piechoty
- 11 Dywizja Piechoty
- 17 Dywizja Piechoty
- VII Brygada Rezerwowa

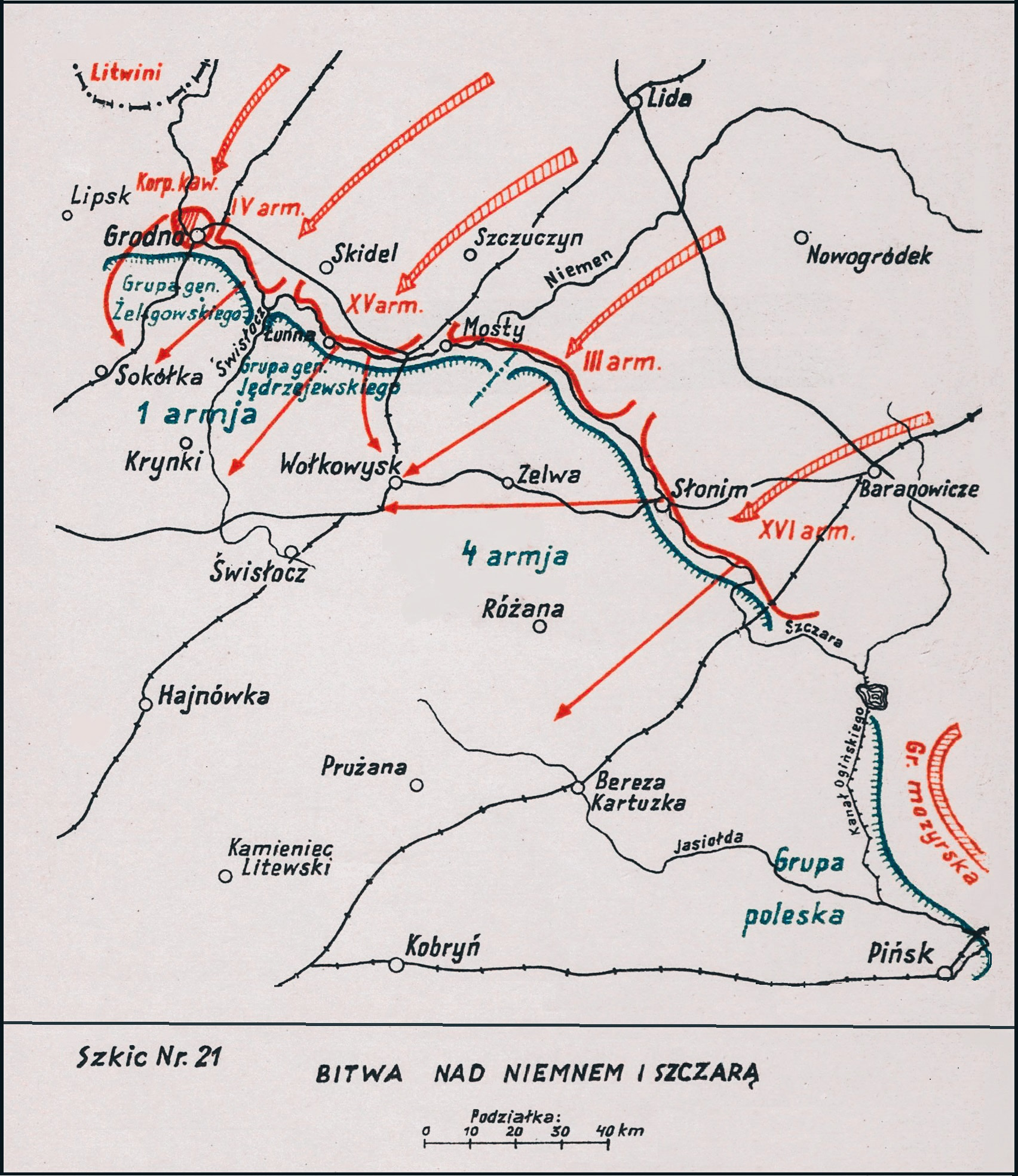
Adam Przybylski
Wojna Polska 1918–1921

Wojska te tworzyły dwie grupy operacyjne: generała Żeligowskiego i generała Jęrzejewskiego.

### Wojska Frontu Zachodniego
18 lipca dowódca sowieckiego Frontu Zachodniego Michaił Tuchaczewski rozkazał:
- 4 Armia Jewgienija Siergiejewa sforsować 21 lipca Niemen w rejonie na południe od Grodna
- 15 Armia Augusta Korka forsować Niemen 22 lipca
- 3 Armia Władimira Łazariewicza sforsować Niemen w rejonie ujścia Szczary,
- 16 Armia Nikołaja Sołłohuba sforsować Szczarę w rejonie na północ od Stomma

## Przebieg bitwy
Od 19 do 21 lipca 1920 oddziały polskie stopniowo zajmowały wyznaczone pozycje. Część oddziałów wykazywała oznaki demoralizacji. Szczególnie w złym stanie znajdowały się 11 Dywizja Piechoty i VII Brygada Rezerwowa. W tym samym czasie kawaleria 3 Korpusu Gaja wtargnęła do Grodna, a jej czołowe oddziały dotarły pod Kuźnicę. Tym samym planowana polska linia obrony na swoim północnym skrzydle została mocno zagrożona.
Rozpoczęto walki o odzyskanie Grodna. 11.,17 DP, 1 DL-B i VII Brygada Rezerwowa broniły Niemna od ujścia Szczary po ujście Świsłoczy. 22 lipca odparto pierwsze próby sforsowania rzeki przez oddziały sowieckie, ale już następnego dnia 11 Dywizja Piechoty opuściła bez walki odcinek frontu od Łunnej Woli do ujścia Świsłoczy i rozpoczęła bezładny odwrót. W powstałą lukę weszły 4., 11. i 33 Dywizje Strzelców, a za nimi drugi rzut 15 Armii: 16. i 54 Dywizja Strzelców. Na prawo od 11 Dywizji Piechoty stawiła zacięty opór 17 Wielkopolska Dywizja Piechoty. Jednak i w jej pasie obrony, w rejonie Dubno – Gledniewicze – Rybaki przeciwnik sforsował Niemen. 1 Dywizja Litewsko-Białoruska walczyła z powodzeniem pod Mostami z sowiecką 6 Dywizją Strzelców, a na prawo od 1 DLB rejonu ujścia Szczary bronił 59 pułk piechoty z 15 Dywizji Piechoty 4 Armii. Toczył on ciężki bój pod Osowlanami z sowiecką 62 Brygadą Strzelców. Początkowo odrzucony znad Szczary, przy wsparciu pięciu kompanii 1 DL-B, zmusił przeciwnika do odwrotu.
23 lipca nowo mianowany dowódca 1 Armii gen. Jan Romer wydał rozkaz wsparcia 17 Dywizji Piechoty wydzieloną z 1 DL-B grupą ppłk. Adamowicza. Rano 24 lipca Grupa rozpoczęła natarcie na Gledniewicze – Rybaki. W walce z oddziałami 11 DS początkowo uzyskano powodzenie, ale brak współdziałania z częściowo zdezorganizowanymi działami 17 Dywizji Piechoty spowodował, że ostatecznie grupa o 16.00 rozpoczęła odwrót. Wycofywały się także oddziały 17 Dywizji Piechoty odsłaniając przy tym lewe skrzydło 1 DL-B. Ta ostatnia toczyła ciężkie boje na swoim prawym skrzydle. Cofała się też skrzydłowa 15 Dywizja Piechoty ze składu 4 Armii. Opuszczony odcinek u ujścia Szczary objęły słabe pododdziały 1 DL-B, a na ich skrzydło wychodziła sowiecka 21 Dywizja Strzelców. W tym samym czasie inne jednostki Armii Czerwonej zbliżały się do Wołkowyska, a opanowanie przez nie tego miasta powodowało wyjście na tyły polskiej 1 Armii.
Wobec takiego rozwoju sytuacji gen. Romer wydał podległym sobie wojskom rozkaz odwrotu na linię Tykocin – Supraśl – Gródek – Dublany.

## Bilans walk
Obrona Niemna nie spełniła oczekiwań Naczelnego Dowództwa. W walce z przeciwnikiem oddziały polskie poniosły duże straty. Tylko 1 Dywizja Litewsko-Białoruska zachowała pełną zdolność bojową. Zdemoralizowana 11 Dywizja Piechoty musiała być odesłana na tyły w celu uzupełnienia i reorganizacji.
W toku walk obronnych zdołano jednak na kilka dni zatrzymać wojska sowieckiego Frontu Zachodniego, co pozwoliło lepiej przygotować obronę w głębi kraju.